# Castro do Jarmelo

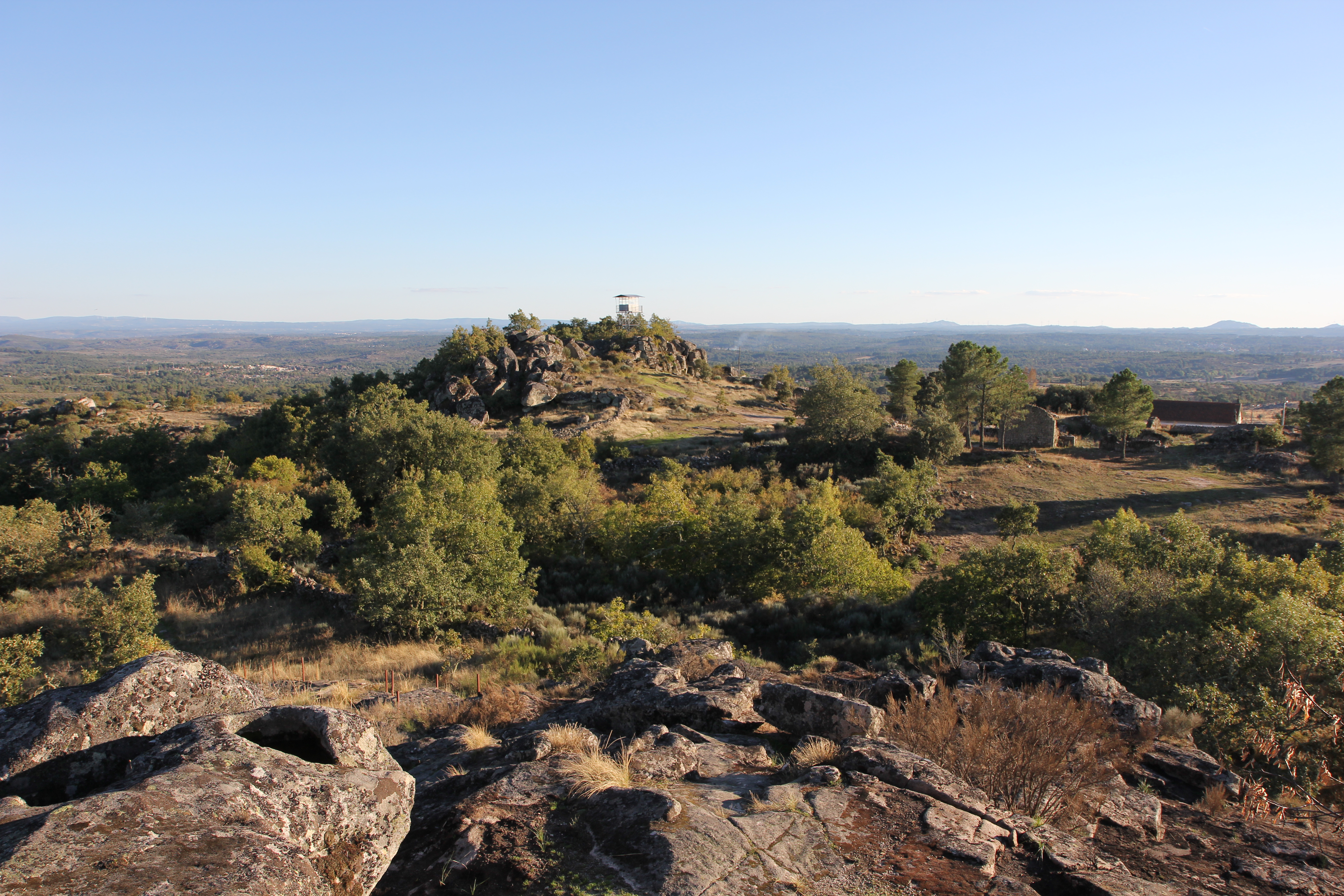
O Castro do Jarmelo está classificado como Imóvel de Interesse Público

O Castro do Jarmelo é um antigo povoado da Idade do Ferro com significativa ocupação medieval situado numa elevação do Planalto da Guarda, no lugar da antiga vila do Jarmelo, na atual freguesia de Jarmelo São Pedro, no Município da Guarda.
A sua ocupação humana estendeu-se por vários períodos: Idade do Ferro, Romano e Cristão Medieval.
Trata-se de um castro muralhado com várias linhas de muralhas (duas pelo menos ainda com vestígios). O acesso ao local é feito por uma calçada romana que termina junto de uma das portas da povoação. Existe ainda uma sepultura escavada na rocha na proximidade da Igreja de Santa Maria.
Está classificado como Imóvel de Interesse Público desde 1953.